# Siphosturmia pollinosus
Siphosturmia pollinosus là một loài ruồi trong họ Tachinidae.